# Косиково (Воробьёвское сельское поселение)
Косиково — деревня в Сокольском районе Вологодской области.
Входит в состав Воробьёвского сельского поселения, с точки зрения административно-территориального деления — в Воробьёвский сельсовет. Расположена к югу от автодороги А123.
Расстояние по автодороге до районного центра Сокола — 60 км, до центра муниципального образования Воробьёва — 4 км. Ближайшие населённые пункты — Пашиково, Куваево, Щекотово.
По переписи 2002 года население — 9 человек.